# 東京文化短期大学 (開校しなかった短期大学)
東京文化短期大学（とうきょうぶんかたんきだいがく）は、東京都北多摩郡谷保村谷保114において1950年に設置計画があったものの開校しなかった日本の私立短期大学である。詳細は後述。

## 概要
- 東京都北多摩郡谷保村に設置される予定のあった日本の私立短期大学。
- 1950年に開学を目指して昨年度において文部省[注 1]に設置の申請をしていた一校である[1]が、設置計画元および設置される予定だった学科についての詳細は目下、見当たらず依然不明となっている[注 2]
- 結果的、開学には至らず、その後は再申請もなし[注 3]。

## 設置予定地
- 東京都北多摩郡谷保村谷保114[注釈 2]。

## 設置予定だった学科
- 不明[注釈 1]